# Wiesbaden
Wiesbaden je glavno mesto dežele Hessen v osrednji Nemčiji z 278.474 prebivalci (stanje 31. december 2019; primerljiv z Ljubljano) in obenem drugo največje mesto te dežele za Frankfurtom. Leži na desnem bregu reke Ren. 
V bližini, na nasprotnem bregu, je mesto Mainz. 30 km vzhodno je Frankfurt ob Majni. Leta 2005 je mesto imelo okoli 274.000 prebivalcev.